# بائو یوچینگ
بائو یوچینگ (انگلیسی: Bao Yuqing؛ زادهٔ ۲۳ سپتامبر ۱۹۹۳) ژیمناستیک ریتمیک زن اهل چین است. وی در بازی‌های المپیک تابستانی ۲۰۱۶ شرکت کرده‌است.
وی در مسابقات کشوری و بین‌المللی در مجموع برندهٔ ۱ مدال طلا شده‌است.